# Bec-de-Mortagne
Bec-de-Mortagne est une commune française située dans le département de la Seine-Maritime en région Normandie.

## Géographie

### Localisation
La commune est située dans le pays de Caux.
|                   | Contremoulins        | Thiergeville     |
| Tourville-les-Ifs | Bec-de-Mortagne      | Daubeuf-Serville |
| Mentheville       | Annouville-Vilmesnil |                  |

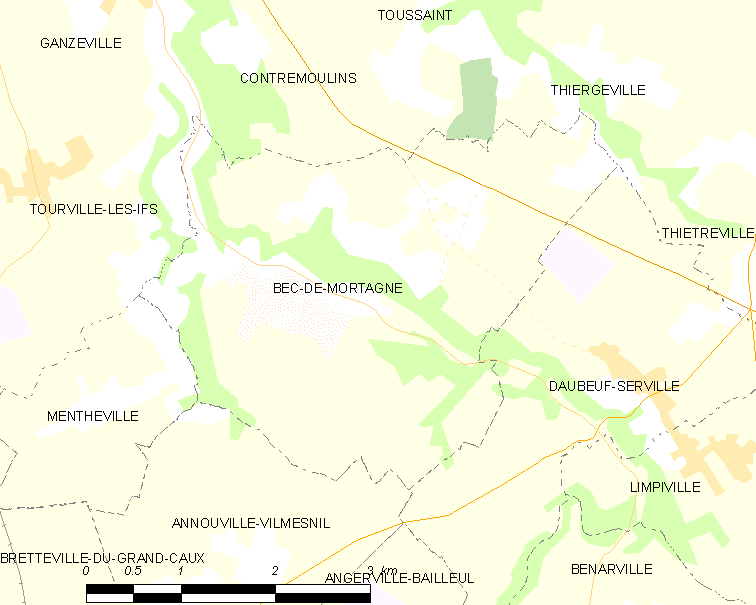
Carte de la commune.
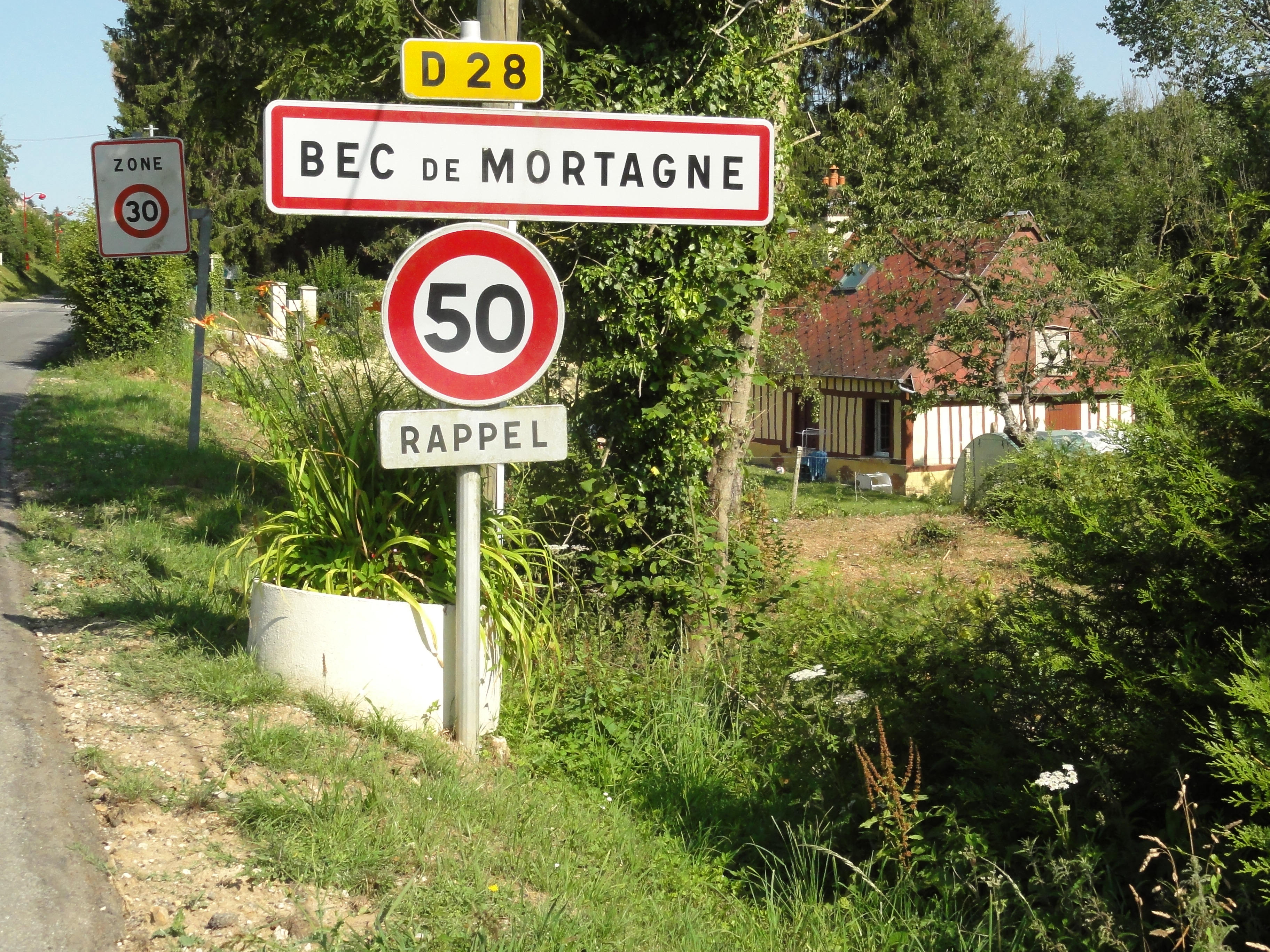
Entrée de l'agglomération.

### Hydrographie
La commune est située dans le bassin Seine-Normandie. Elle est drainée par le ruisseau de Ganzeville et le cours d'eau 01 de Baigneville,,.
Quatre plans d'eau complètent le réseau hydrographique : le plan d'eau 1 de la commune de Bec de Mortagne (1 ha), le plan d'eau 2 de la commune de Bec de Mortagne (1,06 ha), le plan d'eau 3 de la commune de Bec de Mortagne (0,36 ha) et le plan d'eau 4 de la commune de Bec de Mortagne (1,79 ha),.

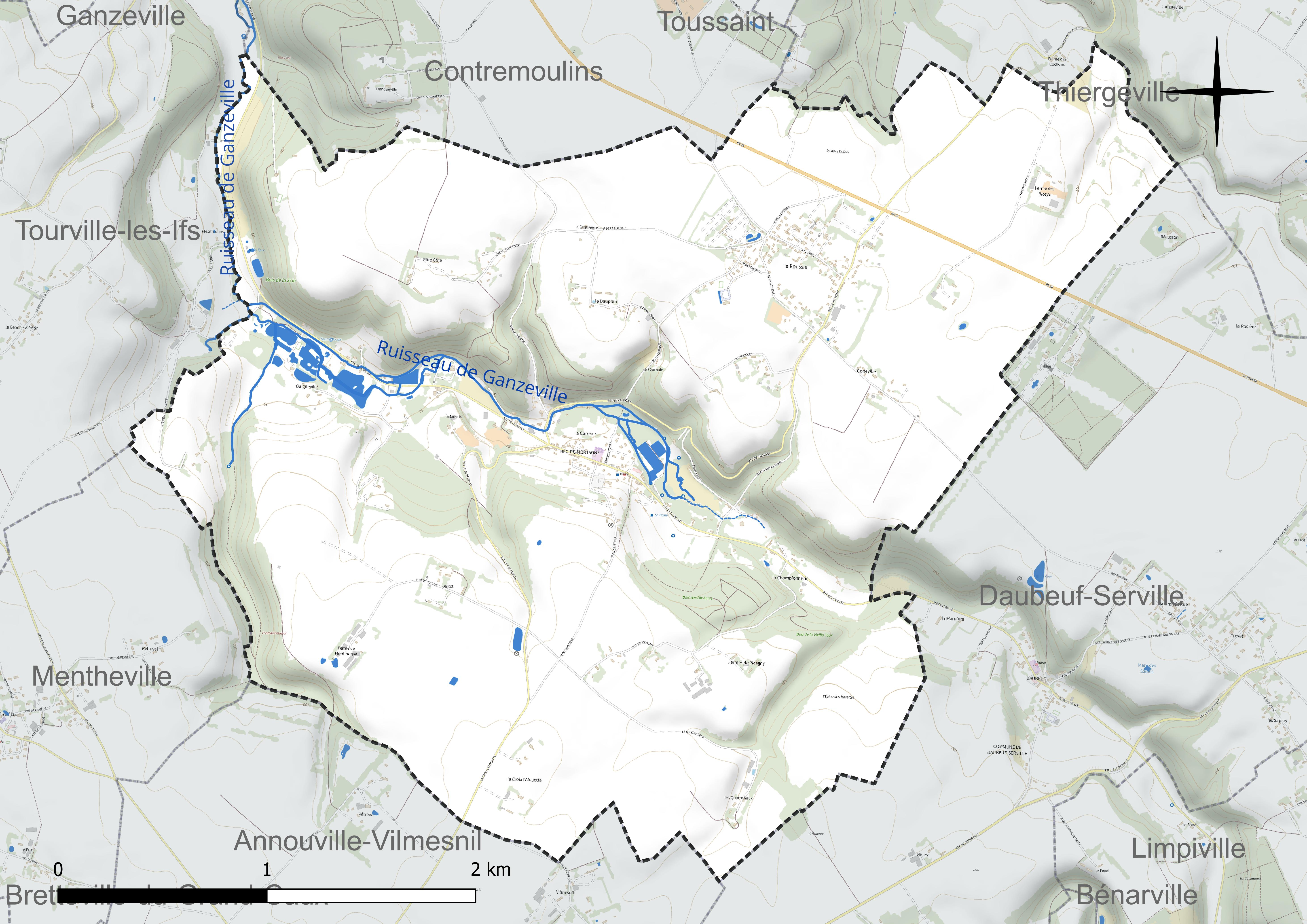
Réseau hydrographique de Bec-de-Mortagne.

### Climat
Pour des articles plus généraux, voir Climat de la Normandie et Climat de la Seine-Maritime.
En 2010, le climat de la commune est de type climat océanique franc, selon une étude du CNRS s'appuyant sur une série de données couvrant la période 1971-2000. En 2020, Météo-France publie une typologie des climats de la France métropolitaine dans laquelle la commune est exposée à un climat océanique et est dans la région climatique Côtes de la Manche orientale, caractérisée par un faible ensoleillement (1 550 h/an) ; forte humidité de l’air (plus de 20 h/jour avec humidité relative > 80 % en hiver), vents forts fréquents. Parallèlement le GIEC normand, un groupe régional d’experts sur le climat, différencie quant à lui, dans une étude de 2020, trois grands types de climats pour la région Normandie, nuancés à une échelle plus fine par les facteurs géographiques locaux. La commune est, selon ce zonage, exposée à un « climat maritime », correspondant au Pays de Caux, frais, humide et pluvieux, légèrement plus frais que dans le Cotentin.
Pour la période 1971-2000, la température annuelle moyenne est de 10,6 °C, avec une amplitude thermique annuelle de 13,4 °C. Le cumul annuel moyen de précipitations est de 889 mm, avec 12,8 jours de précipitations en janvier et 8,8 jours en juillet. Pour la période 1991-2020, la température moyenne annuelle observée sur la station météorologique la plus proche, située sur la commune d'Ectot-lès-Baons à 27 km à vol d'oiseau, est de 10,8 °C et le cumul annuel moyen de précipitations est de 905,5 mm,. Pour l'avenir, les paramètres climatiques de la commune estimés pour 2050 selon différents scénarios d’émission de gaz à effet de serre sont consultables sur un site dédié publié par Météo-France en novembre 2022.

## Urbanisme

### Typologie
Au 1er janvier 2024, Bec-de-Mortagne est catégorisée commune rurale à habitat dispersé, selon la nouvelle grille communale de densité à sept niveaux définie par l'Insee en 2022.
Elle est située hors unité urbaine. Par ailleurs la commune fait partie de l'aire d'attraction du Havre, dont elle est une commune de la couronne,. Cette aire, qui regroupe 116 communes, est catégorisée dans les aires de 200 000 à moins de 700 000 habitants,.

### Occupation des sols
L'occupation des sols de la commune, telle qu'elle ressort de la base de données européenne d’occupation biophysique des sols Corine Land Cover (CLC), est marquée par l'importance des territoires agricoles (83,7 % en 2018), une proportion sensiblement équivalente à celle de 1990 (83,8 %). La répartition détaillée en 2018 est la suivante : 
terres arables (60 %), forêts (16,2 %), prairies (14,9 %), zones agricoles hétérogènes (8,8 %), espaces verts artificialisés, non agricoles (0,1 %). L'évolution de l’occupation des sols de la commune et de ses infrastructures peut être observée sur les différentes représentations cartographiques du territoire : la carte de Cassini (XVIIIe siècle), la carte d'état-major (1820-1866) et les cartes ou photos aériennes de l'IGN pour la période actuelle (1950 à aujourd'hui).

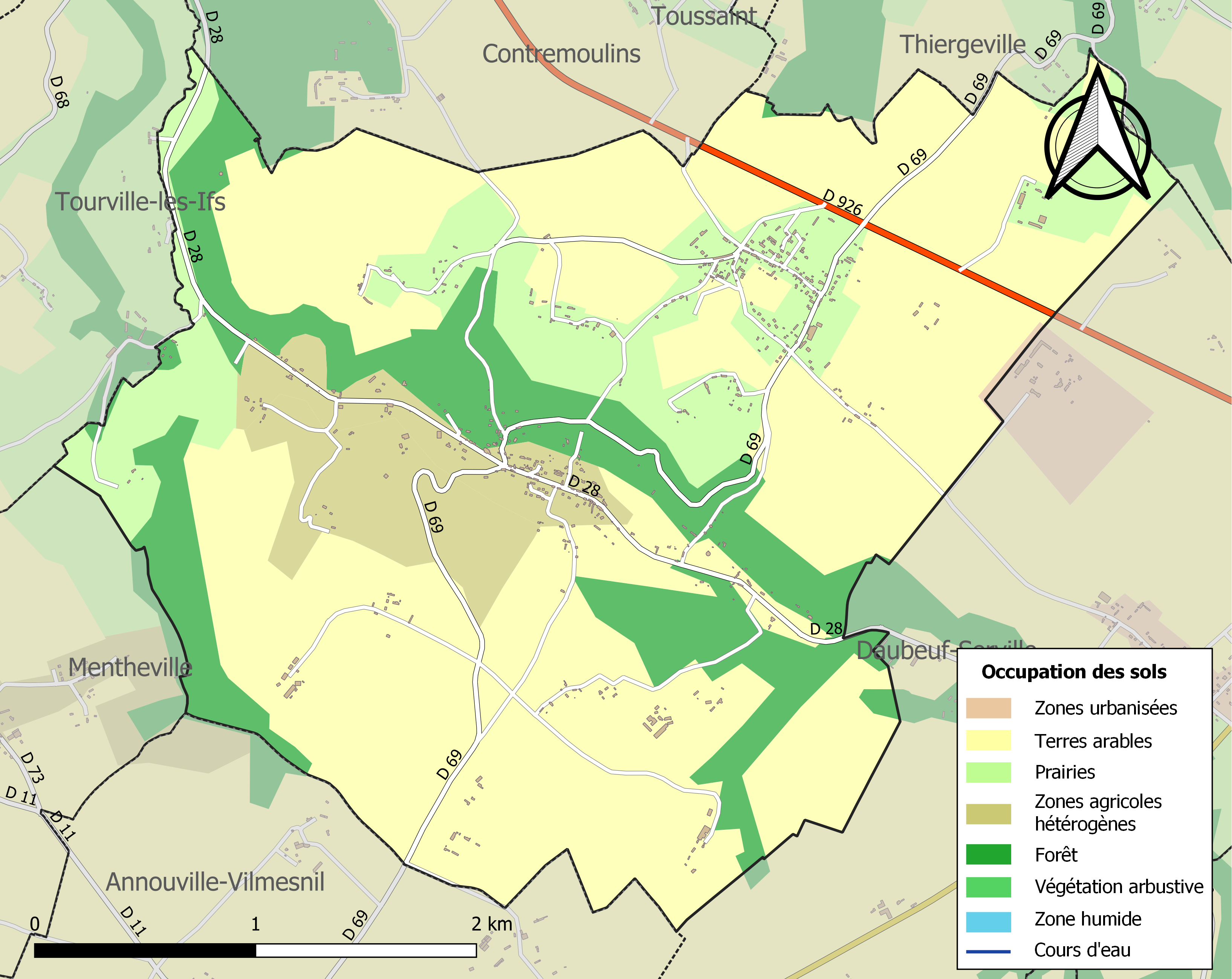
Carte des infrastructures et de l'occupation des sols de la commune en 2018 (CLC).

## Toponymie
Le nom de la localité est attesté sous la forme Becco Willelmi de Moritania entre 1165 et 1173.
Bec doit son nom au Ruisseau du Bec ou bec (du norrois bekkr « ruisseau, rivière »).

## Histoire
Vers 1175, Guillaume de Mortagne, seigneur du lieu, se démet de l’église de cette paroisse entre les mains de Rotrou l'archevêque de Rouen, qui lui-même la (Becco Willelmi de Moritania) rétrocéda à son chapitre, à charge de faire son anniversaire après sa mort. Le curé devait avoir le tiers des dîmes et les chanoines les deux tiers.
Un chevalier, Henri de Soteville, chercha noise au chapitre de Rouen pour la possession de cette église. Il fut excommunié, mais s’étant soumis, l’excommunication fut levée.
Au XIIIe siècle, Bec de Moreteigne est peuplé de 500 habitants et vaut à son curé 15 livres de revenu seulement. Le chapitre de Rouen en est patron, sur son territoire se trouve la chapelle-léproserie de Saint-Jacques de Gonneville, à la présentation d’Agnès d’Estouteville.
En 1383, des lettres royales adressées à Pierre Cervoise, abbé de Fécamp, constatent que les habitants du Bec de Mortagne, de Daubeuf, Tocqueville, etc., étaient obligés de faire le guet dans l’abbaye de Fécamp comme les autres vassaux du monastère.
En 1464, Jean Lefebvre tient du roi le fief de Caudecoste contenant 67 acres, à charge de chépage ou garde des prisonniers.
D’après l’aveu qui en fut rendu en 1574 par Marie Lefebvre, ce fief avait droit de colombier, de moulin, avec 24 livres de rentes en argent, 12 chapons, 8 poules et 26 œufs. Le 8e de fief d’Ingouville sis aussi en ce lieu et tenu du roi pour 40 sols de rente, appartient à Pierre de Beaunay.
En 1465, approbation (ou réformation) de la confrérie de Saint-Martin-du-Bec-de-Mortagne.
En 1479, Louis XI, par lettres datées de Plessis-lèz-Tours, abandonne à son cher et féal cousin, conseiller et chambellan, Jacques d’Estouteville, le droit de haute justice dans ses châtellenies de Valmont, du Bec de Mortagne, des Loges, etc. D’après une tradition, un souterrain faisait communiquer le château de la paroisse avec une énorme motte de terre, dite la Vieille Tours, située de l’autre côté de la vallée.
Le 7 mars 1490 sont anoblis les Lefebvre, de Bordeaux (Saint Clair) pour leurs terres de Costecoste.
Avant 1490, le château du Bec de Mortagne avait été ruiné par les guerres. Cette châtellenie, qui relevait de Valmont, donnait droit de patronage honoraire sur cette paroisse, le patronage effectif ayant été donné au chapitre de Rouen, et droit de présentation d’un administrateur à la maladrerie de Gonneville sise au même lieu. Divers arrière-fiefs en relevaient : celui de Picaigny, le quart de fief du Bec de Mortagne donné aux religieux de Valmont, le 8e de Boisemont sis à Bondeville, le 8e de Bailleul sis à Angerville, la vavassorie de Franqueville à Vinemesnil, le 8e de Sasseville sis à Sasseville et un autre 8e de fief également à Sasseville.
D’après l’adjudication qui fut faite le 26 nivôse an XIII des terres dépendant du duché d’Estouteville, elles couvraient au Bec de Mortagne 76 hectares, 64 acres et 27 centiares.
En 1503, un 8e de fief noble, nommé Caude Coste ou Cotecote et relevant du roi, appartient à Robert le Febvre, fils mineur de feu Jean, il possède aussi le 8e de fief de Récuchon (aveux rendus par Robert le Pongneur en 1484, par Robert le Febvre, fils de Jean, en 1539 et Nicolas le Febvre, fils de Robert, en 1561). Les Le Febvre transmirent le nom de Costecoste au manoir qu’ils habitaient à Bordeaux.
En 1521, Roger du Val, sieur du Tot, de cette paroisse, est déclaré noble. En 1539, il tient du roi le 8e de fief de Vertot sis au Bec de Mortagne et valant 11 livres et 10 sols de rente.
1562, origine de l'état civil du Bec de Mortagne.
En 1585, Pierre Davy rend aveu du fief de Picaigny, qu’il tient de sa femme Marie Duval, héritière en partie du sieur de Vertot. La terre de Picaigny avait été érigée en roture en quart de fief en faveur du sieur Davy de Bierville, pour services rendus à Marie de Bourbon, duchesse d’Estouteville.
En 1597, le curé expose au chapitre sa pauvreté : « quelques-uns des plus suffisants et apparents de la paroisse sont de l’opinion prétendue réformée et reste tellement refroidi en la religion catholique, apostolique et romaine qu’il ne lui reste aucun profit de son église et des dévotions particulières. » Il demande au chapitre de lui accorder 100 écus ; la paroisse compte 500 communiants.
En 1605, le chapitre somme les paroissiens de refaire la tour de l’église qui menace ruine.
En 1607, accession de lieu et procès-verbal par Robert Dyel, conseiller au parlement, en présence de Renault Lefondeur maçon à Fécamp : « Église contenant par dedans 104 pieds sur 21 pieds de largeur. Le chancel, depuis le bout de haut derrière le maître-autel jusques à une arche contre le hault de laquelle est pozé l’image du cruchefils, à 20 pieds de longueur, estant voulté par arcade faite de pierre de Carville, et les pendants de pierre de tuf recouverte à la plupart de plastre, sur laquelle voulte est assise la tour de la dite église, et depuis ledit arche du cruchefils jusques au pied du carrey d’une tour de pierre de taille commencée à faire dès longtemps ------- a de longueur 18 pieds et de largeur 15, et s ‘y a ladite tour 48 pieds de haulteur de pierre de taille, estant demeurée imparfaite et sans comble ». La tour contenait 2 cloches et était construite de bois en carré.
Les dîmes du Bec de Mortagne étaient louées vers époque pour 770 livres. Leur valeur fut estimée successivement : 100 Livres en 1500, 300 en 1507, 385 en 1543, 249 en 1549, 450 en 1570, 700 en 1573, 600 en 1611, 810 en 1636 et 1669, 550 en 1692, 840 en 1720, 1000 en 1737, 1250 en 1744, 1850 en 1753 et 2600 en 1771. Le curé était presque toujours fermier des dîmes du chapitre ; tels furent Séverin David en 1663, Pierre de Bailleul en 1669 et 1672, Fortin en 1700, etc.
En 1644, le chancel de l’église est réédifié par Nicole Frebourg charpentier. Cependant vers 1673, la voûte de pierre du chancel était en ruines et ne fut reconstruite à neuf qu’en 1759, par Charles Leplay maçon et François Deshayes charpentier.
En 1661, Jacques Lechevallier, chanoine de Rouen, est titulaire de la léproserie qui existait dès le XIIIe siècle et possédait près de 10 hectares de terre. Le manoir se trouvait près de la route de Fauville à Fécamp, au hameau de Gonneville. Le revenu se montait à 114 Livres à la fin du XVIe siècle et 140 à la fin du XVIIe.
Le 7 mars 1667, François du Val, sieur de Bulletot, demeurant au Bec de Mortagne est reconnu de noblesse authentique comme venant de Roger du Val, sieur de Vertot, anobli en 1558.
En 1672, le curé expose au chapitre : « Depuis 10 ans, les vertes dîmes qui etoient autrefois considérables et faisoient la plus grande partie des revenus de ses prédécesseurs, sont par une trop grande diminution, réduites à la tierce partie de leur ancienne valeur à raison des masures et maisons entièrement déplantées et désertes ou réduite en labour. La paroisse est des plus laborieuse (des plus difficile à desservir) composée de 6 à 7 hameaux situés sur autant de montagne, éloignées presque de demy-lieue l’une de l’autre et chargée de 8 ou 900 paroissiens et si mal située pour la santé, à raison des montagnes que depuis peu d’année il y aurait eu plus de 6 à 7 curés dont les uns auraient été obligés d’abandonner ledit lieu, même qu’en 3 ans il avait inhumé plus de 300 corps, mort de maladie causée par la vallée et administré les sacrements aux malades plus de 300 fois. »
Le 16 août 1673, aveu du fief de Caudecoste est rendu par Christophe du Fay, écuyer, sieur de Bourgthéroulde, Caudecoste et Alençon, conseiller au parlement de Rouen. Les terres de Cottecotte et d’Alençon passèrent à la famille De Berthod par le mariage de Marie Roberte Elisabeth du Bosc de Normanville avec Pierre Berthod, chevalier seigneur d’Upremont.
En 1694, les biens de la léproserie sont réunis à l’hôpital de Fécamp et en 1700 à l’hôpital du Havre.
En 1697, lors de sa visite pastorale, Colbert défend au clerc de recevoir des filles dans l’école des garçons.
En 1727, le moulin du Bec de Mortagne ayant été incendié le soir du jeudi après la Saint Martin, puis le mardi de Pâques suivant, après des menaces proférées contre le meunier Morin, l’archevêque accorde un monitoire au procureur fiscal du duché d’Estouteville pour le seconder dans la recherche des coupables. Le monitoire était lu au prône et les fidèles qui savaient quelque chose du délit commis devaient en informer la justice sous peine de châtiments éternels.
Le 21 mars 1733, le chapitre de Rouen contribue à la réédification de l’église. Des réparations y sont à faire en 1754 et, en 1759, une croix de fer est placée sur le chœur pour 36 livres.
En 1741, les administrateurs de l’hôpital du Havre fieffent pour 160 livres de rente les biens dépendant de l’ancienne léproserie de Gonneville. La chapelle n’existait plus à cette époque.
Les meuniers et les garde-moulins mentionnent qu’à cette époque l’instruction laissait fort à désirer dans la paroisse et les signatures de l’état civil sont beaucoup plus rares que les croix ou marques.
Le 1er août 1740, vente par Louis Pierre Berthod, écuyer, et Catherine Le Faë son épouse, du fief de Caudecoste et de la prévôté du Bec de Mortagne à Marie Madeleine de Mouchy, veuve et non héritière de Pierre Paon, chevalier de Saint-Louis. Les vendeurs étaient stipulés par Clément, curé de Raffetot, porteur de leur procuration.
Le 9 mars 1748, la dame Paon susnommée revend le fief et la prévôté à Simon Claude Belhomme de Mauquenchy.
En 1751, la paroisse a de 13 à 14 000 acres de terre, la grosse dîme appartient au chapitre, la verte au curé. On estime la cure à près de 14 à 15 000 livres parce qu’il y a un trait de dîme vers Vilmesnil.
La contretable menace ruine et est fort indécente. Il faut beaucoup de vitres dans le chœur, la nef est bien. Le trésor a environ 180 livres de rentes.
Le 28 juillet 1752, Simon Claude Belhomme, écuyer, conseiller et secrétaire du roi, seigneur et parton de Mauquenchy, déclare posséder au Bec de Mortagne le franc-fief de Caudecoste « auquel fief il y a maison manable (habitable) avec chapelle pour y célébrer la sainte messe, droit de colombier, pressoir et moulin, droit de pêche en la rivière de Bec de Mortaigne dans l’étendue du fief.
La qualité de franc-fief donnée à cette seigneurie venait de certain privilèges dont jouissaient les vassaux, privilèges assez difficiles à définir aujourd’hui. Voici les termes de la déclaration :
« Et à cause d’iceluy ledit sieur Belhomme et ses hommes ont droit de faire pâturer bêtes aux coutumes et landes dudit Bec de Mortaigne et Baigneville, comme aussi le dit sieur et ses hommes exempts de toutes manières de coutumes, acquits, traits, pontages, passages, pavages, fouages, tourtelages, louvetages, barrages, houlages, guet et guettages, guérigues, vuides places ny d’aller aux revues ni enquêtes et généralement de toutes autres coutumes et acquits accoutumez d’estre payés, tant en foire, châteaux, ville sur port de mer qu’ailleurs, partout dans le duché de Normandie entre la rivière de Somme et celle de Seine et à travers icelle ». Le propriétaire du fief ne devait au roi aucune rente ni aucun service. Mais il était obligé de garder dans ses prisons, l’espace de 24 heures, les prisonniers qui lui étaient amenés par les sergents de la sergenterie de Goderville, puis,avec l’aide de ses hommes et resséants, de les conduire aux prisons de Montivilliers. Les sergents devaient fournir les cordes nécessaire pour lier les prisonniers, « et si les dits prisonniers sont redoutables par leurs forces ou celle de leurs amis, ledit sieur doit prendre gens, chevaux, et charrettes si besoin est… »
En 1771, le curé Mousse présente requête au bailli de Caux pour prendre copie des actes de 1770 déposés au greffe, attendu que l’exemplaire conservé à l’église, bien que renfermé dans une armoire à double clef, avait été « mangé en sa meilleure partie par les animaux ».
Le 10 mai 1771, Claude Simon et Jean Baptiste Belhomme frères, fils de Simon Claude, font hommage pour le plein fief de Caudecoste et la prévôté du Bec de Mortagne, dite le fief d’Alençon.
En 1777, sont exempt du paiement de la taille Mousse Jean Baptiste curé, Coruble Adrien vicaire et Laine Jacques syndic. En 1789, ce sont Aubry Jean Baptiste curé, Ingout vicaire, Longuet Pierre syndic, Bellet Charles clerc, 5 septuagénaires et 30 pauvres impropres à la collecte. Belhache Pierre Nicolas, maître écrivain, tient alors pension au hameau de La Roussie. En juillet 1793, il a 39 internes âgés de 9 à 17 ans et venus des différents points des arrondissements du Havre et d’Yvetot.
En 1824, la commune absorbe celle voisine de Baigneville, alors peuplée de 107 habitants au recensement de 1821 ; cette dernière porta provisoirement, au cours de la Révolution française, le nom de Les Trois-Moulins.
Au XIXe siècle, l’église est restaurée et tous les grands remaniements commandités au XVIe siècle disparaissent. Seul le clocher a été épargné. Au pied du mur sud se dessine un arc en plein cintre, accès selon la tradition, à l’entrée du tombeau des châtelains de Bec de Mortagne dont les ruines du manoir se trouvent dans le bois de la Vieille-Tour.
En 1855, la mairie actuelle est construite. Il s’agit d’une maison de maître typique avec son décor de brique. L’emploi de la brique n’est pas ici systématique, alors qu’il se généralise au XIXe siècle. L’intérêt de la construction réside dans sa décoration extérieure. Le soubassement est bien marqué ainsi que les 2 étages séparés par un cordon de brique, tout comme les fenêtres. À l’origine, le bâtiment est destiné à devenir une maison de maître, peut-être pour un citadin enrichi venu s’installer au village, mais il est racheté par la commune au moment de la création des mairies.
Le bâtiment abritant la poste est construit au milieu du XIXe siècle. Il s’agit du même type de maison que la mairie. L’édifice est seulement un peu plus ramassé, les baies un peu plus étroites et il n’y a qu’une seule lucarne centrale. Le décor est cependant plus original et plus riche. Au 1er étage, il est à damier de silex noirs et blancs. Le soubassement et les élévations sont soulignés par 3 cordons de brique qui ressortent sur le silex blond.
En 1998, le village est ravagé par un orage d’une intensité exceptionnelle.

## Enseignement

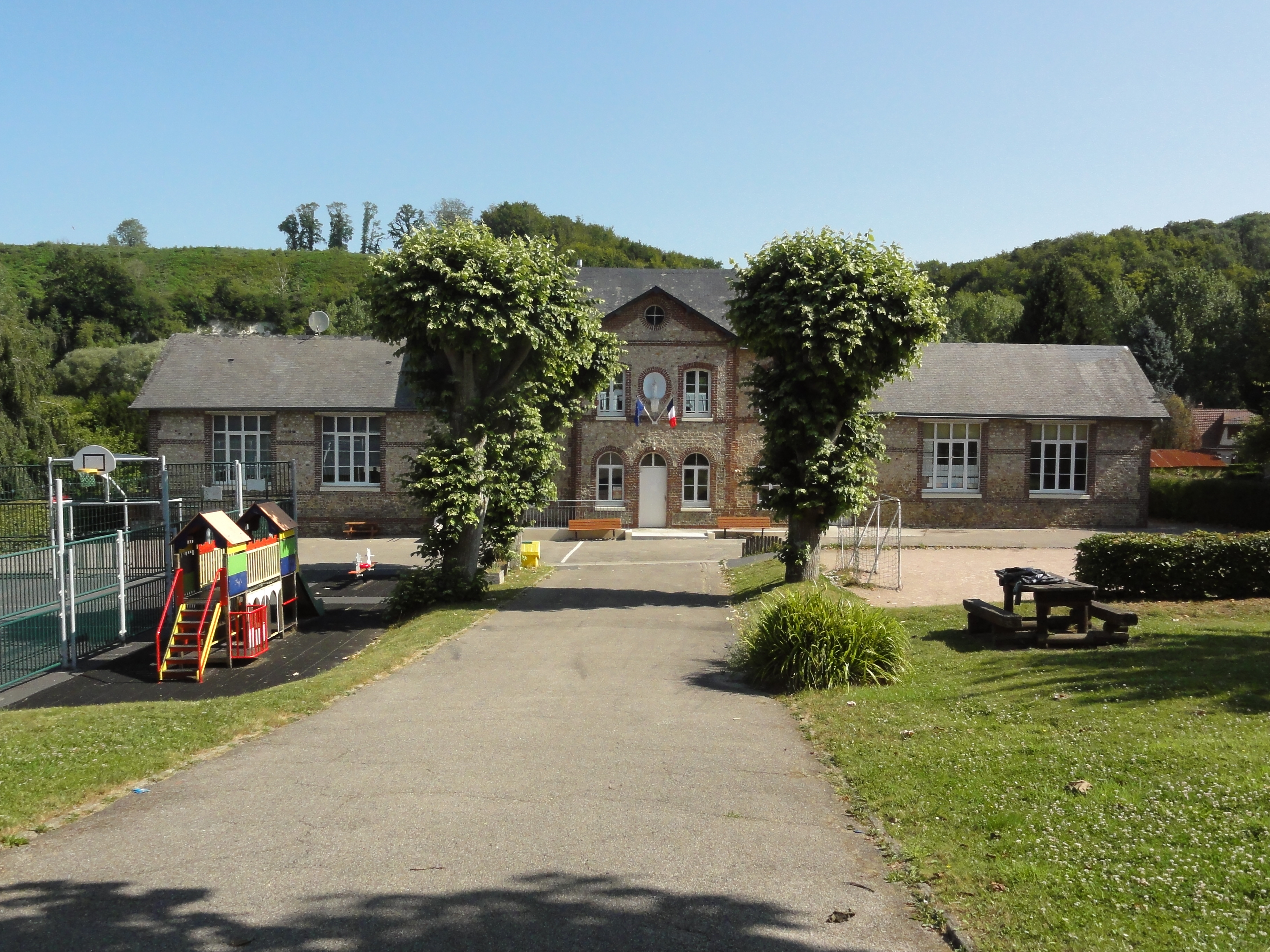
L'école.

## Politique et administration
| Période                                  | Période                    | Identité                | Étiquette | Qualité                                                                           |
| ---------------------------------------- | -------------------------- | ----------------------- | --------- | --------------------------------------------------------------------------------- |
| Les données manquantes sont à compléter. |                            |                         |           |                                                                                   |
|                                          |                            | Édouard-Armand Monville |           |                                                                                   |
| Les données manquantes sont à compléter. |                            |                         |           |                                                                                   |
| mars 2001                                | 2008                       | Guy Leneveu             |           |                                                                                   |
| mars 2008                                | En cours (au 10 août 2020) | Pascal Mabire           | DVG       | Vice-président de la CC Campagne de Caux (2020 → ) Réélu pour le mandat 2020-2026 |

## Démographie
L'évolution du nombre d'habitants est connue à travers les recensements de la population effectués dans la commune depuis 1793. Pour les communes de moins de 10 000 habitants, une enquête de recensement portant sur toute la population est réalisée tous les cinq ans, les populations de référence des années intermédiaires étant quant à elles estimées par interpolation ou extrapolation. Pour la commune, le premier recensement exhaustif entrant dans le cadre du nouveau dispositif a été réalisé en 2008.

En 2022, la commune comptait 676 habitants, en évolution de +0,3 % par rapport à 2016 (Seine-Maritime : +0,35 %, France hors Mayotte : +2,11 %).
| 1793 | 1800 | 1806 | 1821 | 1831  | 1836  | 1841  | 1846  | 1851  |
| ---- | ---- | ---- | ---- | ----- | ----- | ----- | ----- | ----- |
| 756  | 790  | 849  | 867  | 1 004 | 1 171 | 1 156 | 1 104 | 1 118 |

| 1856  | 1861  | 1866  | 1872  | 1876  | 1881  | 1886  | 1891  | 1896  |
| ----- | ----- | ----- | ----- | ----- | ----- | ----- | ----- | ----- |
| 1 091 | 1 133 | 1 149 | 1 192 | 1 144 | 1 060 | 1 172 | 1 139 | 1 119 |

| 1901 | 1906 | 1911 | 1921 | 1926 | 1931 | 1936 | 1946 | 1954 |
| ---- | ---- | ---- | ---- | ---- | ---- | ---- | ---- | ---- |
| 821  | 861  | 836  | 640  | 682  | 672  | 668  | 694  | 661  |

| 1962 | 1968 | 1975 | 1982 | 1990 | 1999 | 2006 | 2008 | 2013 |
| ---- | ---- | ---- | ---- | ---- | ---- | ---- | ---- | ---- |
| 604  | 569  | 525  | 555  | 576  | 615  | 661  | 678  | 679  |

| 2018 | 2022 | - | - | - | - | - | - | - |
| ---- | ---- | - | - | - | - | - | - | - |
| 648  | 676  | - | - | - | - | - | - | - |

## Culture locale et patrimoine

### Lieux et monuments
- Église paroissiale Saint-Martin.
- Le monument aux morts.

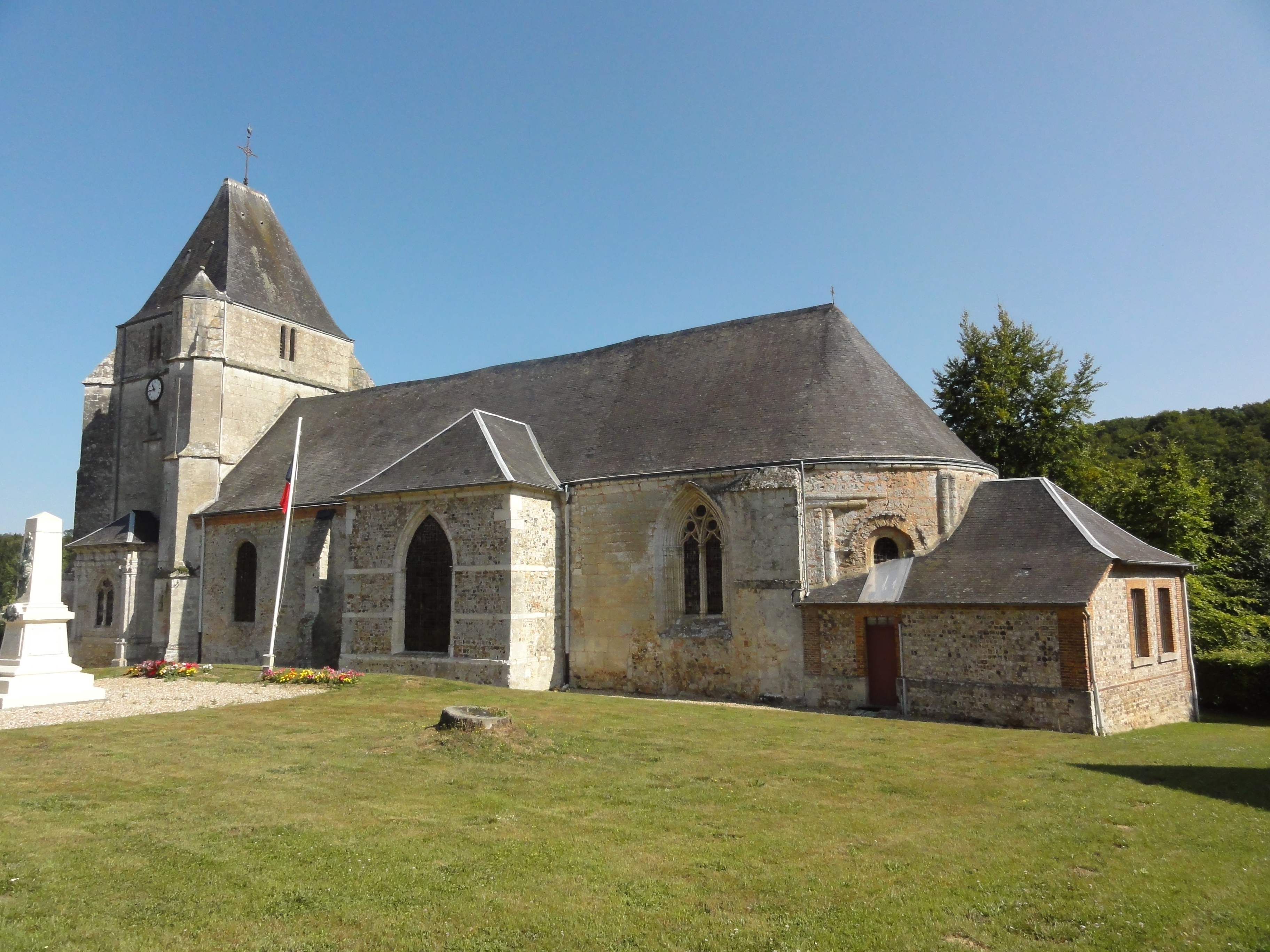
L'église Saint-Martin.
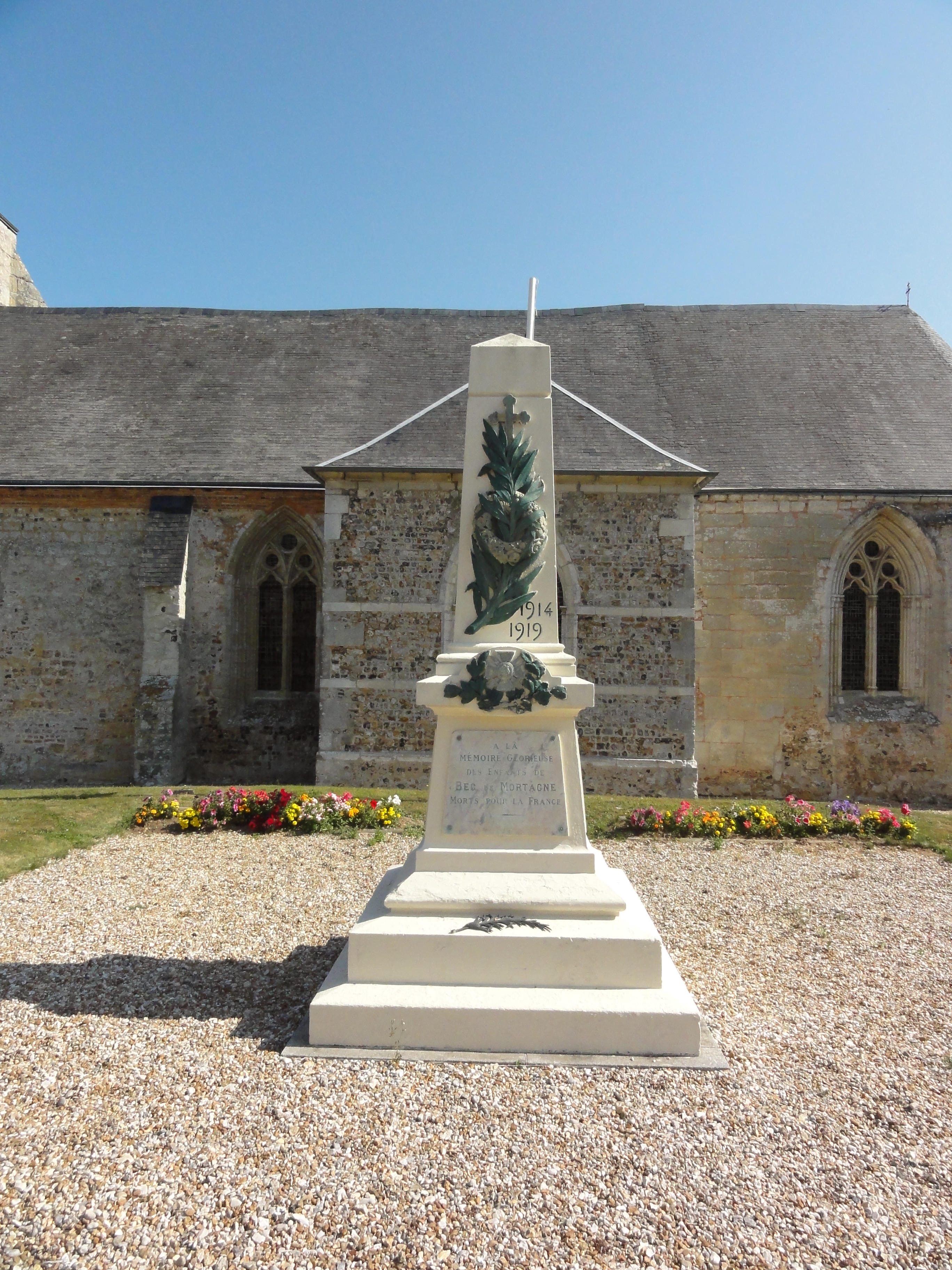
Le monument aux morts.

### Héraldique
| Blason de Bec-de-Mortagne | Blason  | De gueules au pal ondé d'argent accosté de huit pommes d'or. |
| Blason de Bec-de-Mortagne | Détails | Le statut officiel du blason reste à déterminer.             |

### Légendes
La nuit, des fées et des fantômes se promèneraient parmi les ruines du Vieux-Châtel, qui dut être un château au Moyen Âge.
Une motte fossoyée se trouve dans le Bois-de-la-Vieille-Tour (vallée de Ganzeville, près de l'église).
Une tradition populaire prétend qu'un souterrain partirait du vieux château, traverserait la vallée et devrait ressortir sur le flanc du côté opposé de la motte féodale.